# Arthothelium fusisporum
Arthothelium fusisporum är en lavart som först beskrevs av Theodor 'Thore' Magnus Fries, och fick sitt nu gällande namn av Alexander Zahlbruckner. Arthothelium fusisporum ingår i släktet Arthothelium, och familjen Arthoniaceae. Arten är reproducerande i Sverige.